# Murawa

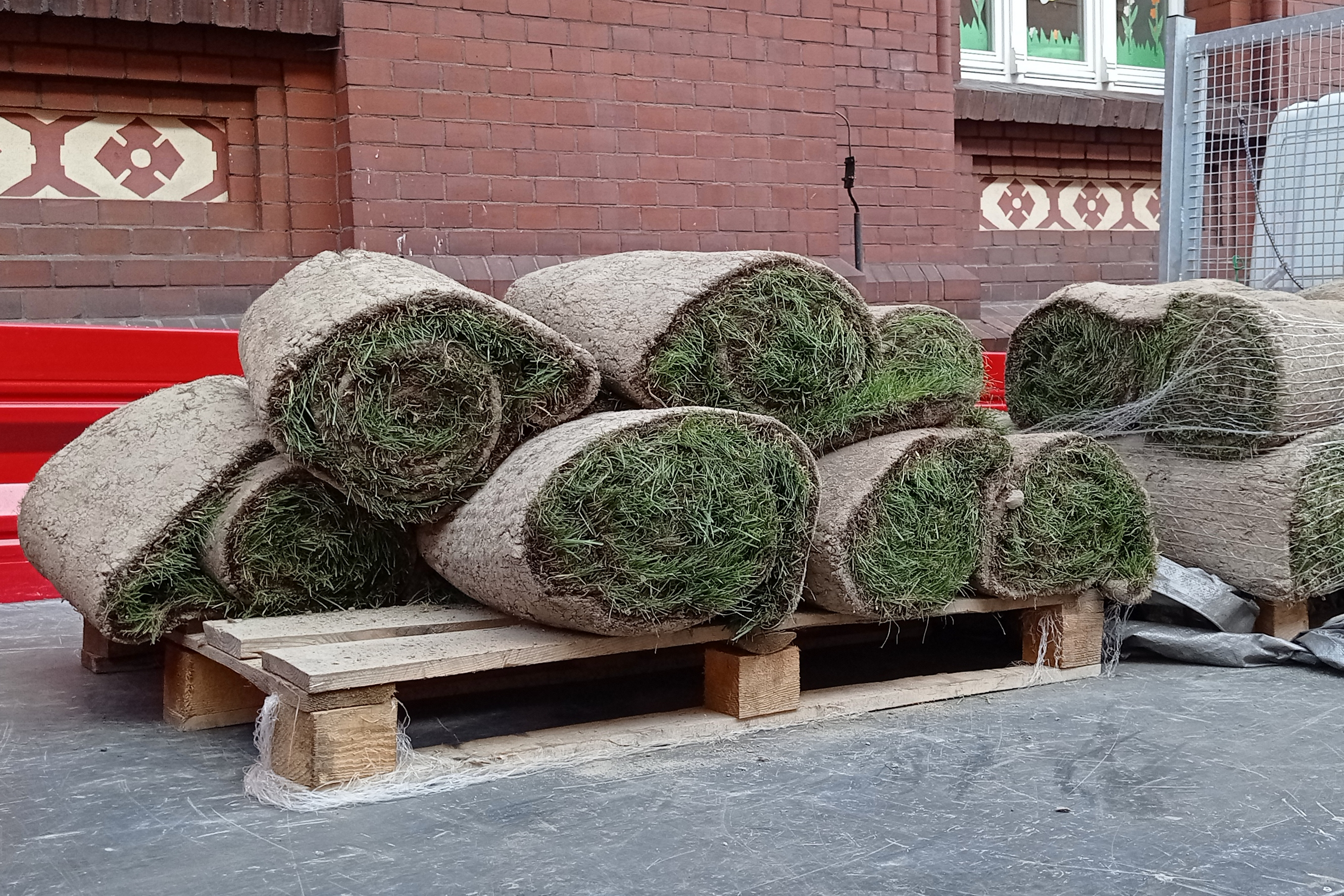
Murawa w rolkach

Murawa – zbiorowisko roślinne z dominacją niskich traw, w odróżnieniu od nieskoszonej łąki, której ruń jest wysoka. Niska ruń muraw wynikać może z trudnych warunków siedliskowych (np. murawy psammofitów – na piaskach, murawy kserotermiczne – w miejscach silnie nasłonecznionych, murawy bliźniczkowe na ubogich, kwaśnych glebach). Murawy mogą powstawać także w wyniku oddziaływań antropogenicznych – intensywnego wypasu i wydeptywania oraz mogą być sztucznie formowane – jak trawniki, murawy boisk i pól golfowych.